# Gourmand World Cookbook Awards
Gourmand World Cookbook Awards (en español: Premio Mundial Libro de Cocina Gourmand) conocidos como Premio Gourmand, es un premio anual a los mejores libros de cocina y del vino. Fundados en 1995 por Edouard Cointreau.
En 2008, libros de 102 países compitieron en esta competición gratuita y abierta a todo el mundo.
El 1 de julio de 2009, Gourmand entregará sus premios en La Comédie Française, el famoso teatro de Molière en París

## Premios
El propósito de los premios:
- Recompensar y honorar a aquellos que cocinan con palábras.[4]
- Ayudar a los lectores y aficionados a la gastronomía a encontrar los mejores libros.
- Ayudar a los editores con derechos internacionales para vender y traducir sus publicaciones.
- Ayudar a las librerías a la hora de buscar y encontrar los mejores libros del año.
- Permitir a libros del mundo entero el acceso a los mercados mayores en lengua inglesa, china, española, francesa, italiana y alemana.
- Favorecer una tolerancia enriquecedora para todos aumentando el respeto y el conocimiento de las diferentes culturas culinarias.

Los ganadores de cada país se anuncian en noviembre y entran en la competición internacional Best in the World, cuyos premiados se conocen en abril del año siguiente en una cena de gala.

## El impacto de los Gourmand World Cookbook Awards
- Los ganadores aumentan considerablemente su visibilidad en el mercado y aumentan sus ventas, a menudo acompañadas de reimpresiones.
- Los derechos internacionales cobran un interés predominantes y se negocian traducciones.
- Los ganadores disponen de un adhesivo Gourmand para que el libro destaque en librería.
- Trasmiten comunicados de prensa a sus medios nacionales y locales, lo cual contribuye a la fama mundial de los premios.
- Otorgan una presencia perenne a Gourmand en sus páginas web, catálogos de editoriales, biografías y libros posteriores.

## Historia de las Ceremonias Gourmand

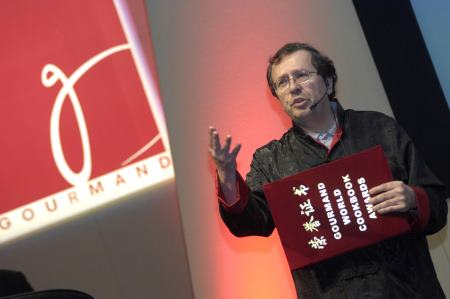
Entrega de los Premios 2008 en el Olympia de Londres.

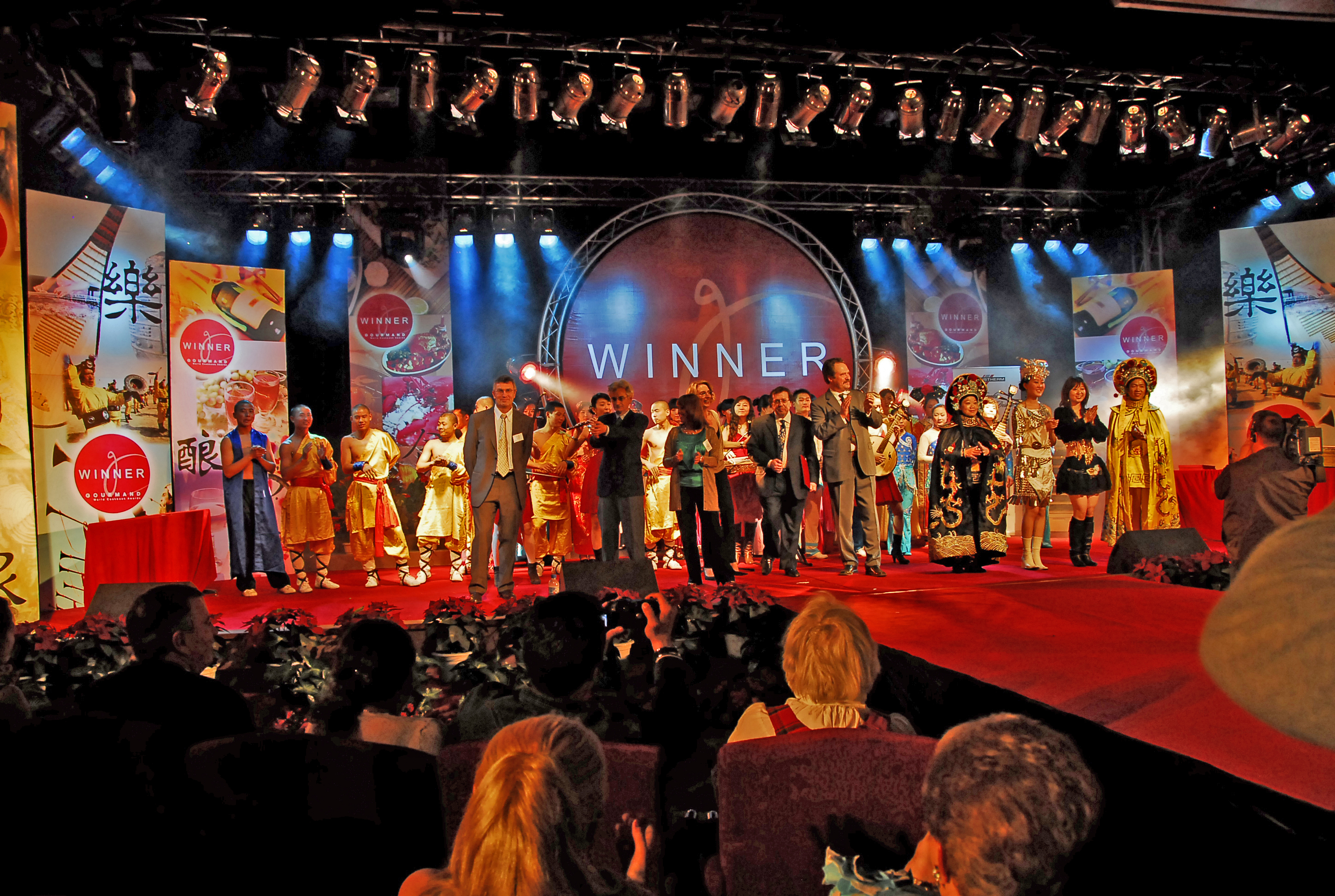
Entrega de los Premios 2009 en Pekín, China.

Cada año, Gourmand entrega sus galardones en una capital gastronómica. La ceremonia siempre es una oportunidad de cruzarse con la gente que cuenta en el mundo del libro culinario: centenares de editores, autores, chefs, dueños de viñedos ou de licores, y periodistas del mundo entero acuden al evento. 
«Gourmand ha creado un inmenso espectáculo con su Ceremonia de entrega de los Premios: glamour y buen humor se juntan con la elegancia y la diversión», Herta Gal, autor, Alemania.
- 1995: Fráncfort del Meno, Alemania
- 1996: Frankfurt, Alemania
- 1997: París, Francia
- 1998: Périgueux, Francia
- 1999: Versalles, Francia
- 2000: Périgueux, Francia
- 2001: Sorges, Francia
- 2003: Brissac, Francia
- 2004: Barcelona, España
- 2005: Orebro, Suecia
- 2006: Kuala Lumpur, Malasia
- 2007: Pekín, China
- 2008: Londres, Reino Unido

## Jurado
- Edouard Cointreau, Presidente del Jurado
- Dun Gifford, Presidente del Oldways Preservation Trust, EE. UU.
- Príncipe Franz-Wilhelm of Prussia, Alemania
- Jean Jacques Ratier, Comisario del Salon International du Livre Gourmand, alcalde de Sorges, Francia
- Bo Masser, Director del Booktown Grythyttan, Suecia